# 弗洛倫斯縣 (南卡羅萊納州)
弗洛倫斯县（英語：Florence County）是美國南卡羅萊納州東部的一個縣。面積2,082平方公里。根據美國2020年人口普查，共有人口137,059人。縣治弗洛倫斯 (Florence)。
该县成立於1888年。縣名紀念威爾明頓與曼徹斯特鐵路主席W. W. Harllee的一個女兒。